# Анджело (фильм, 1920)
«А́нджело» — немой кинофильм 1920 года, экранизация литературного произведения Виктора Гюго «Анджело, тиран Падуанский» с элементами поэмы А. С. Пушкина «Анджело».

## Производство
Фильм создавался в сложных условиях Гражданской войны:
- Съёмки проходили в Москве на натурных площадках
- Из-за дефицита плёнки использовались переэкспонированные материалы
- Костюмы и декорации создавались из подручных материалов

## Сюжет
Действие происходит в Падуе XVI века. Главный герой — жестокий правитель Анджело (Олег Фрелих), который влюбляется в юную Изотту (Елена Гоголева), не подозревая, что она дочь его старого врага.

## Источниковедческая проблема
Разные источники указывают разные литературные первоисточники:
- Большинство советских киноведов (Н. Лебедев) указывают на пьесу Гюго
- Некоторые современные исследователи отмечают влияние пушкинской поэмы
- Возможно сочетание обоих источников

## Судьба фильма
- Не был выпущен в прокат из-за технического брака плёнки
- Все копии утрачены к середине 1920-х годов
- Сохранились лишь афиши и упоминания в периодике того времени

## В ролях
- Олег Фрелих — Анджело, тиран Падуанский
- Елена Гоголева — Изотта
- Сергей Головин — Родольфо
- Николай Знаменский[2] — Камилло

## Значение
Фильм представляет интерес как:
- Один из первых опытов исторического кино в РСФСР
- Ранняя работа оператора Луи Форестье
- Пример адаптации зарубежной классики в условиях революции

## Примечание
1. ↑  Daydreams Museum: Анджело (1920). daydreams.museum. Дата обращения: 3 июня 2025.
2. ↑  Nikolai Znamenskiy | Actor (амер. англ.). IMDb. Дата обращения: 3 июня 2025.